# Municipio de Atwood (Kansas)
El municipio de Atwood (en inglés: Atwood Township) es un municipio ubicado en el condado de Rawlins en el estado estadounidense de Kansas. En el año 2010 tenía una población de 1230 habitantes y una densidad poblacional de 68,11 personas por km².

## Geografía
El municipio de Atwood se encuentra ubicado en las coordenadas 39°48′51″N 101°2′31″O / 39.81417, -101.04194. Según la Oficina del Censo de los Estados Unidos, el municipio tiene una superficie total de 18.06 km², de la cual 17,9 km² corresponden a tierra firme y (0,87 %) 0,16 km² es agua.

## Demografía
Según el censo de 2010, había 1230 personas residiendo en el municipio de Atwood. La densidad de población era de 68,11 hab./km². De los 1230 habitantes, el municipio de Atwood estaba compuesto por el 97,24 % blancos, el 0,16 % eran afroamericanos, el 0,24 % eran amerindios, el 0,08 % eran asiáticos, el 0,98 % eran de otras razas y el 1,3 % eran de una mezcla de razas. Del total de la población el 2,85 % eran hispanos o latinos de cualquier raza.